# Конвольвер
Конвольвер (коррелятор) — прибор аналоговой обработки сигналов, нелинейное акустоэлектронное устройство, вычислительное устройство для определения свертки. 
Простейшим конвольвером на ПАВ является вырожденный конвольвер. В основе работы данного прибора лежит принцип нелинейного взаимодействия бегущих навстречу друг другу акустических волн одинаковой частоты. В результате нелинейного взаимодействия возникает электрический сигнал на удвоенной частоте, снимаемый интегрирующим электродом. 
Амплитуда результирующего сигнала пропорциональна интегралу свёртки, сжатому в два раза во времени, вследствие встречного распространения акустических волн. 
В конвольверах используется также взаимодействие волн с различными частотами. В этом случае интегрирующий электрод выполняется в виде периодической структуры с периодом, определяемым пространственными биениями нелинейного сигнала на суммарной или разностной частоте.